# Сетима (Пјаченца)
Сетима је насеље у Италији у округу Пјаченца, региону Емилија-Ромања.
Према процени из 2011. у насељу је живело 544 становника. Насеље се налази на надморској висини од 96 м.